# Гоа (Дагестан)
Гоа (рос. Гоа) — село Агульського району, Дагестану Росії. Входить до складу муніципального утворення Сільрада Дулдузька.
Населення — 475 (2010).

## Історія
У 1926 році село належало до Кюрінського району.

## Населення
За даними перепису населення 2002 року в селі мешкало 475 осіб. В тому числі 240 (50.52 %) чоловіків та 235 (49.47 %) жінок.
Переважна більшість мешканців — агульці (99 % від усіх мешканців). У селі переважає агульська мова.
У 1926 році в селі проживало 266 осіб, серед яких 266 агулів.